# 宋凯
宋凯（1965年1月—），中华人民共和国政治人物，现任中国足球协会主席。

## 简介
宋凯毕业于北京体育大学，曾在辽宁大学担任体育教师，1998年9月开始担任沈阳市体育运动委员会党组成员、副主任，此后一直在沈阳市和辽宁省的体育主管部门任职。2016年起担任辽宁省体育局局长、党组书记。
2023年6月，宋凯被调往中国足协，担任中国足协换届工作筹备组副组长，外界认为他将是中国足协下一任主席的主要人选。2023年10月16日，在北京召开的中国足球协会第十二届会员代表大会上，宋凯当选中国足协主席。但至今未有明确消息表明他已卸任辽宁省体育局局长一职。